# 紅翼行動 (核子試爆)
紅翼行動（Operation Redwing）是指美國於1956年5月至7月期間進行的17次核試驗，由美國聯合特遣部隊第7部隊（JTF7）在太平洋比基尼環礁和埃尼威托克環礁進行。整個行動緊接在56工程之後，並先於57工程進行。
紅翼行動主要目的是測試新型第二代核子武器，同時測試裂變裝置及防空的小型戰術武器。紅翼行動在切諾基（Cherokee）試驗期間展示了美國首次空投可投放的氫彈。由於1954年城堡行動中許多試驗的威力大幅高於預期，紅翼試驗採用了「能量預算」：釋放的能量總量受到限制，裂變產量也受到嚴格控制。

## 圖像

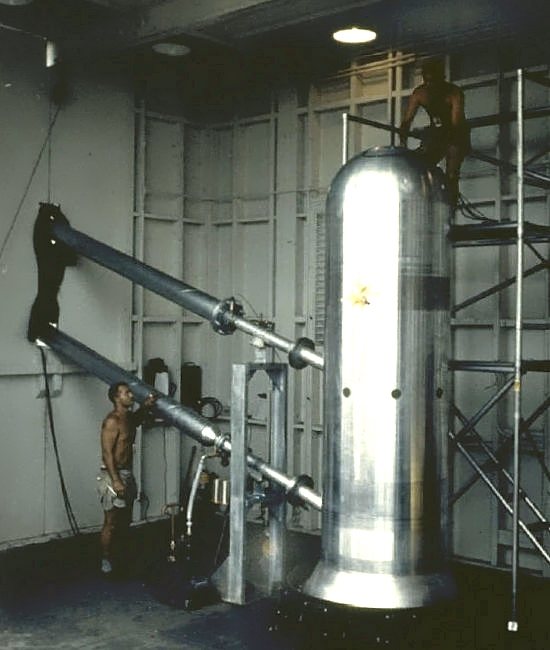
Redwing-Tewa device within shot-cab.
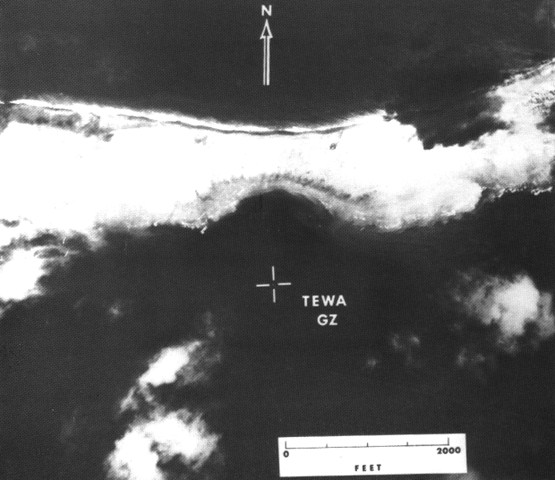
Redwing-Tewa 事件隕石坑
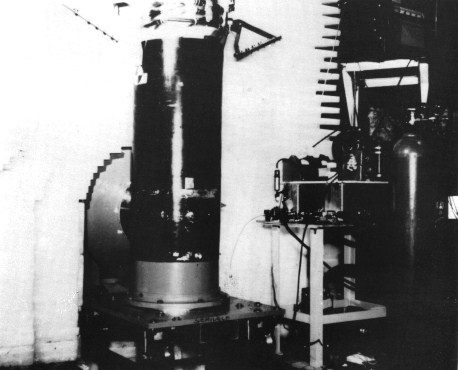
Redwing-Seminole 測試裝置
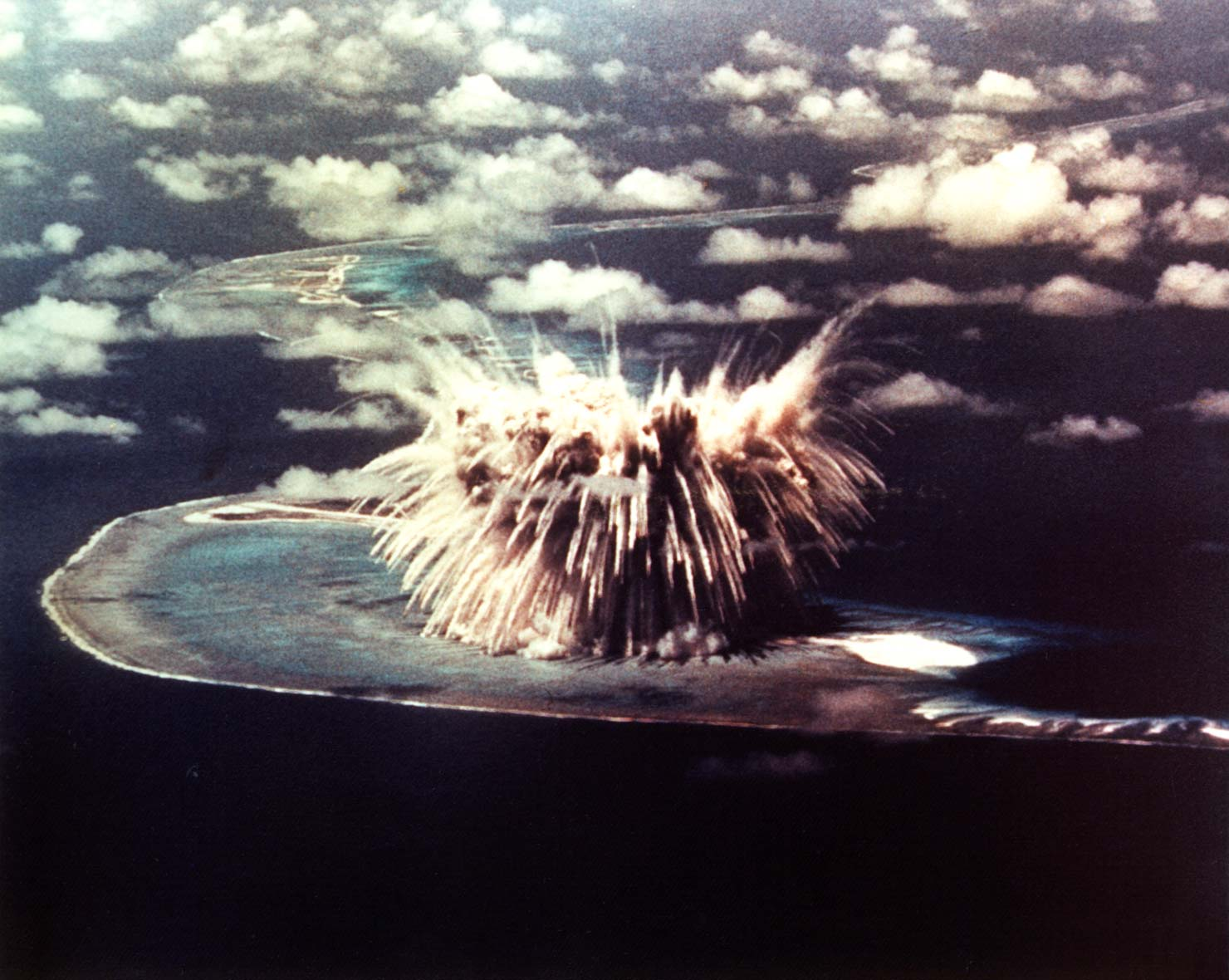
Redwing-Seminole, 爆炸當量13,700噸
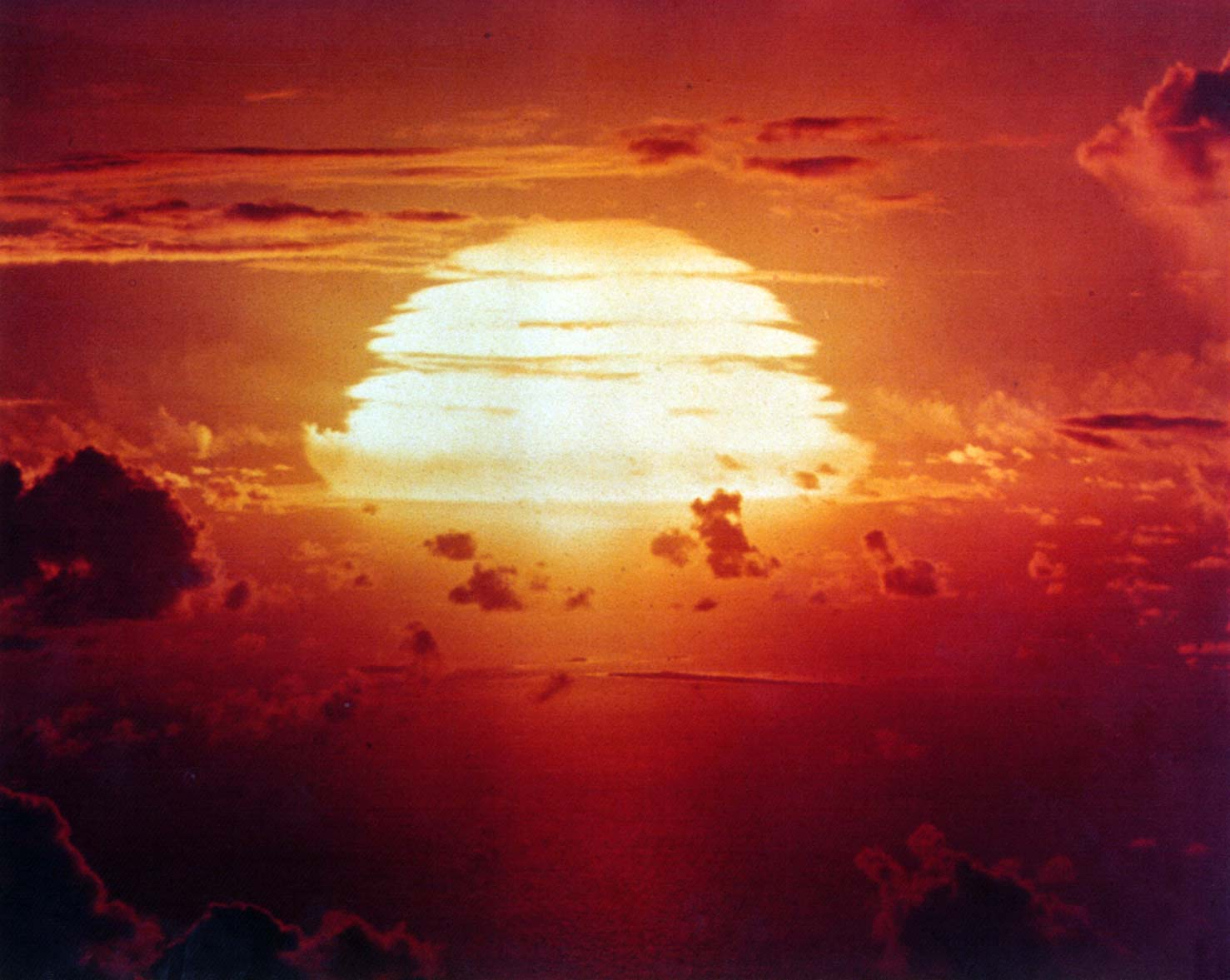
Redwing-Apache, 爆炸當量1,800,000噸
Redwing-Zuni, 爆炸當量3,500,000噸
Redwing-Tewa, 爆炸當量5,000,000噸
Redwing-Lacrosse, 爆炸當量40,000噸
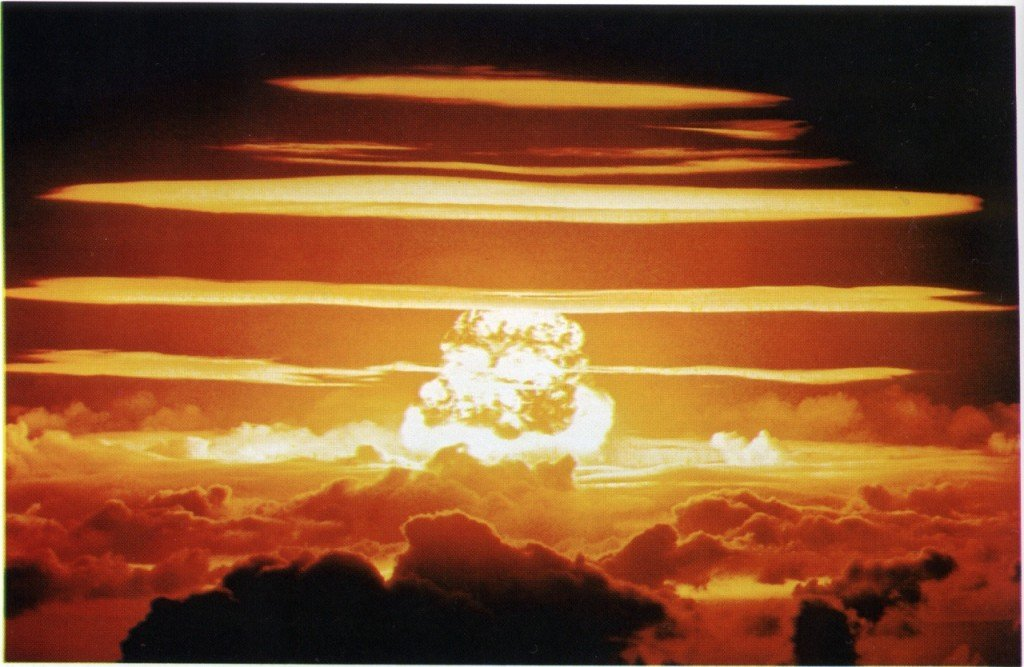
Redwing-Dakota., 爆炸當量1,100,000噸
Redwing-Cherokee, 爆炸當量3,800,000噸
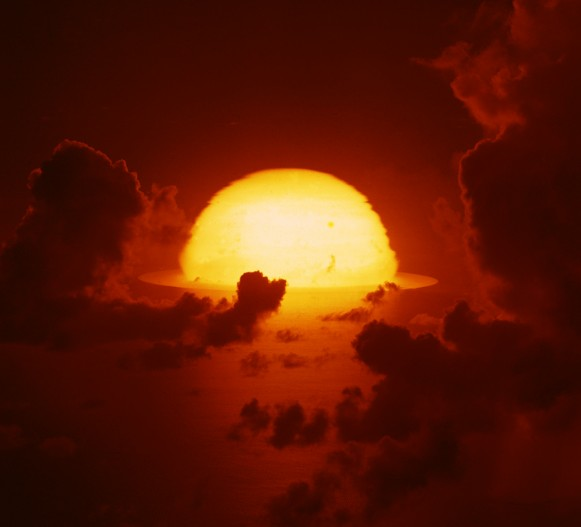
Redwing-Huron, 爆炸當量250,000噸